# Tour of Oman
Tour of Oman er et etapeløb i landevejscykling for herrer, afholdt i Oman som del af UCI ProSeries. Løbet arrangeres af A.S.O., og blev afholdt første gang mellem 14. og 19. februar 2010. Løbet bestod da af fem relativt flade etaper og en enkeltstart. I 2011 blev ruten gjort lidt hårdere, blandt andet med mål på toppen af en 5,8 km lang bakke med en stigningsprocent på 10,8.

## Vindere
| År   | Vinder            | Toer                   | Treer              |        |
| ---- | ----------------- | ---------------------- | ------------------ | ------ |
| 2010 | Fabian Cancellara | Edvald Boasson Hagen   | Cameron Meyer      |        |
| 2011 | Robert Gesink     | Edvald Boasson Hagen   | Giovanni Visconti  |        |
| 2012 | Peter Velits      | Vincenzo Nibali        | Tony Gallopin      |        |
| 2013 | Chris Froome      | Alberto Contador       | Cadel Evans        |        |
| 2014 | Chris Froome      | Tejay van Garderen     | Rigoberto Urán     |        |
| 2015 | Rafael Valls      | Tejay van Garderen     | Alejandro Valverde |        |
| 2016 | Vincenzo Nibali   | Romain Bardet          | Jakob Fuglsang     |        |
| 2017 | Ben Hermans       | Rui Costa              | Fabio Aru          |        |
| 2018 | Aleksej Lutsenko  | Miguel Ángel López     | Gorka Izagirre     |        |
| 2019 | Aleksej Lutsenko  | Domenico Pozzovivo     | Jesús Herrada      |        |
| 2020 | aflyst            | aflyst                 | aflyst             | aflyst |
| 2021 | aflyst            | aflyst                 | aflyst             | aflyst |
| 2022 | Jan Hirt          | Fausto Masnada         | Rui Costa          |        |
| 2023 | Matteo Jorgenson  | Mauri Vansevenant      | Geoffrey Bouchard  |        |
| 2024 | Adam Yates        | Jan Hirt               | Finn Fisher-Black  |        |
| 2025 | Adam Yates        | Valentin Paret-Peintre | David Gaudu        |        |